# Я — царь, я — раб, я — червь, я — Бог (фильм)
«Я — царь, я — раб, я — червь, я — Бог» (1915) — художественный немой фильм режиссёра Евгения Бауэра. Фильм вышел на экраны 12 декабря 1915 года. Другое название — «Приключения горничной». Фильм не сохранился.

## Сюжет
Иван Строев решил провести праздники в имении у матери. Там он влюбляется в горничную Лизу. Он увозит Лизу в город и женится на ней.
Лиза устаёт от скучного мужа и сближается с художником Уткиным. Иван застаёт их вместе и пытается задушить Лизу. Лишь вмешательство Сергея и его друга спасает её. Иван понимает, что жену не удержать, и объявляет Лизе и Сергею, что не будет им мешать. Иван возвращается в имение матери.

## В ролях
| Актёр            | Роль                     |
| ---------------- | ------------------------ |
| Ольга Рахманова  | Ольга Николаевна Строева |
| Андрей Громов    | Иван,её сын              |
| Надежда Нельская | Лиза, горничная          |
| Олег Фрелих      | Сергей Уткин, художник   |

## Съёмочная группа
- Режиссёр: Евгений Бауэр
- Оператор: Борис Завелев
- Продюсер: Александр Ханжонков

## Критика
В рецензии на картину Е. Бауэра «Я — царь, я — раб, я — червь, я — Бог» автор «Пегаса» замечал: «Здесь г. Бауэром по пути художественной техники сделан ещё новый шаг. Зритель может видеть панораму Москвы ночью. Режиссёр умудрился снять улицу в те часы, когда горят фонари и светятся электрические вывески». По мнению Н. Т. (вероятно, Н. Туркина), «талантливый режиссёр неустанно стремиться двигаться вперёд, ищет новых возможностей, вносит разнообразие в приёмы творчества», однако «со стороны режиссёра было, пожалуй, ошибкой поручить роль г. Громову, артисту с узким и совсем не гибким дарованием».
Историк кино Вениамин Вишневский оценил фильм следующим образом: «Фильм интересно задуман режиссёрски, но посредственно выполнен актёрски; интересны ночные съёмки Б. Завелева».